# 만경 당산목 팽나무
만경 당산목 팽나무는 전북특별자치도 김제시 만경읍 만경읍사무소에 있는 팽나무이다. 2011년 5월 19일 김제시의 향토문화유산(기념물) 제1호로 지정되었다.

## 지정 사유
만경읍사무소 앞에 위치하고 있는 이 팽나무는 과거 이 마을의 안녕과 길복을 위한 당산제를 지낸 나무로 마을 주민들은 수령 약250년 이상으로 보고 있다.
나무의 외형적 크기나 수령 및 수형이 아주 수려한 형태를 갖추지는 못하였으나 과거부터 만경주민들의 정신적 안식처이자 쉼터 역할을 해왔으며, 당산제를 통하여 소통과 화합의 장을 마련해온 나무임을 감안하여 옛 뜻을 살리고 문화복원이라는 측면에서 관리, 보호하고자 향토문화유산으로 지정하였다.